# 井上公園 (山口市)
34°9′48.1″N 131°27′24.3″E / 34.163361°N 131.456750°E
井上公園是位於日本山口縣山口市湯田溫泉的城市公園，占地0.5公頃。
園內有井上馨的舊宅「何遠亭」，20世紀初期井上馨的子孫即開放此地，1950年由山口市政府規劃為公園，最初名為高田公園，直到在2012年才更名為井上公園。
由於在江戶時代末期八月十八日政變後，包含三條實美等七位公卿自京都逃亡出來後，曾一度居住於此，現在在公園內也有紀念此事的「七卿之碑」。
由於位於溫泉區內，公園內設有免費的足湯。

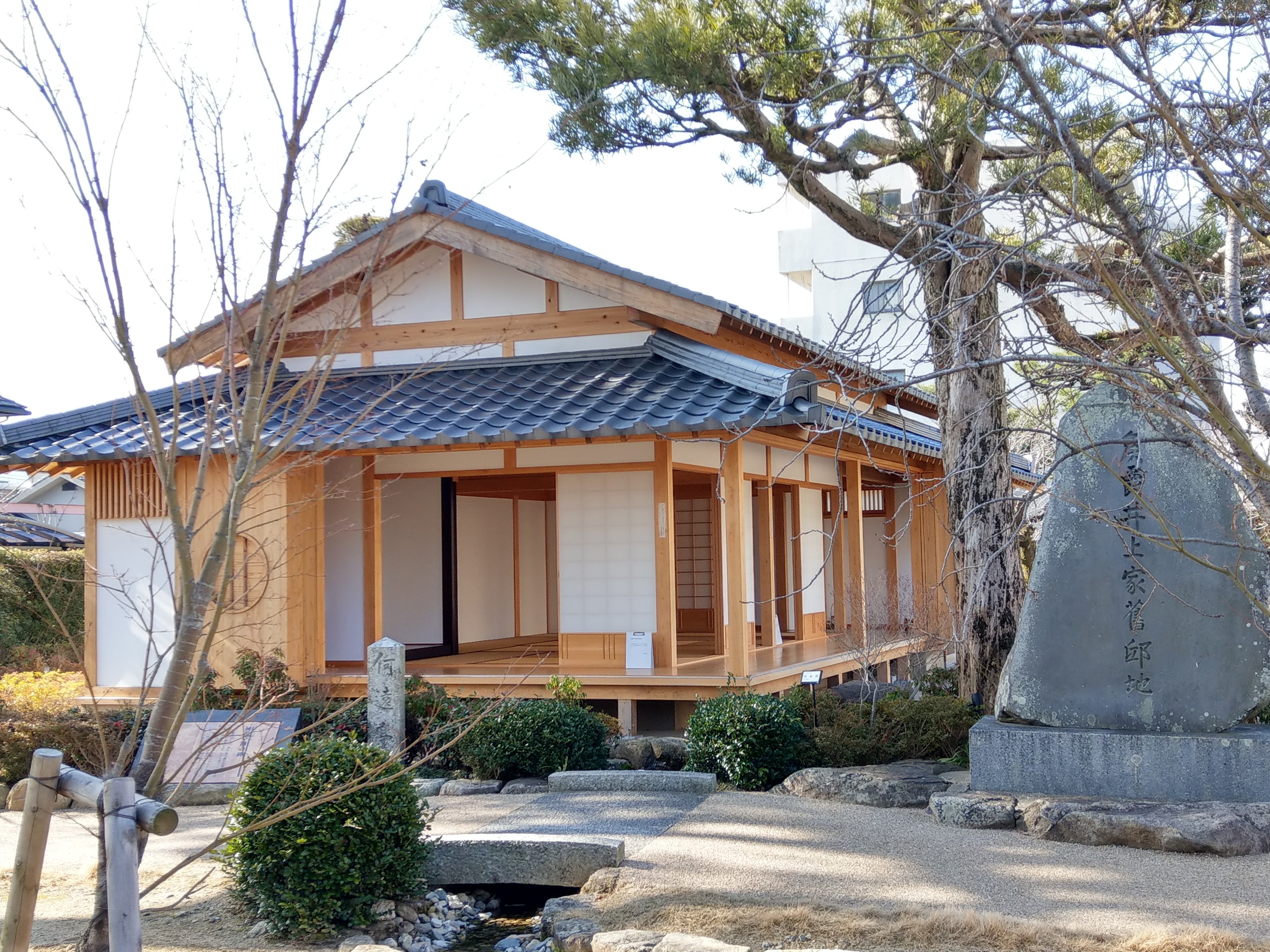
公園內的何遠亭
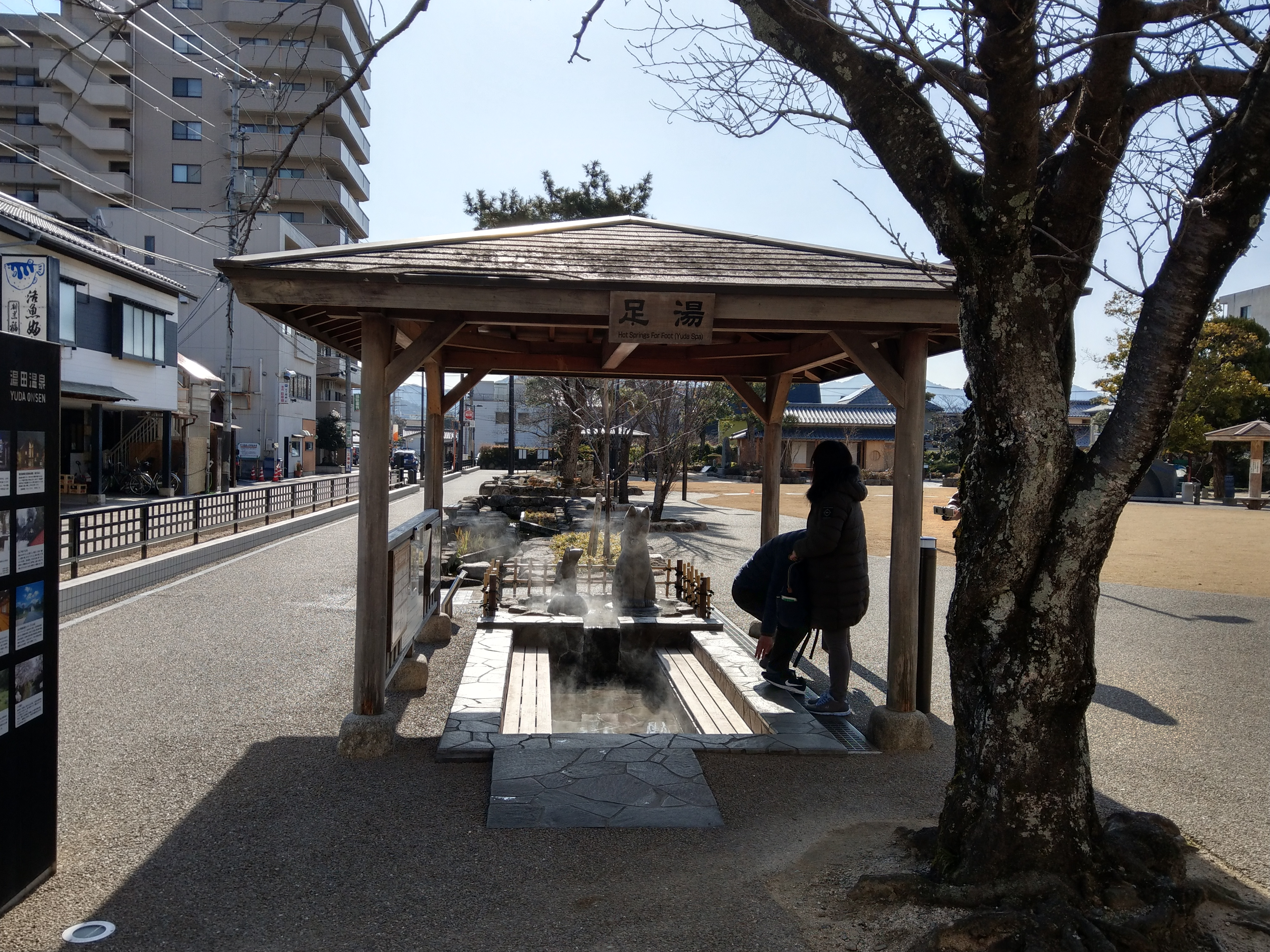
公園內的足湯

## 外部連結
- （日語） 井上公園 - 山口市觀光情報站